# 额尔齐斯河之战
额尔齐斯河之战又称曳咥河大战，是公元657年唐高宗讨伐西突厥的战争，战斗地点在今新疆阿勒泰地区富蕴县境内的额尔齐斯河源头金山（今阿尔泰山）附近，唐军主将苏定方以一万之众挫败西突厥主将沙钵罗10万突厥兵的包围，大败突厥部队，斩获数万人。
显庆二年（657年）闰正月二十一日，唐高宗发大兵，分南、北两路讨伐西突厥，北路的主帅就是苏定方，南路则由右武卫大将军阿史那弥射和左屯卫大将军阿史那步真统领。苏定方在作战的同时还招降了许多西突厥部落，使他们为唐军作战，如处木昆部酋长俟斤（俟斤是突厥贵族的官衔，也称俟利发）懒独禄等人慑于唐军军威，率万帐部众来降。西突厥沙钵罗可汗阿史那贺鲁以10万突厥兵在曳咥河（今新疆额尔齐斯河）包围了苏定方一万余人的部队，苏定方在挫败对方三次冲锋之后，率骑兵反击成功，“鏖战三十里”，大败突厥部队，斩获数万人。一些突厥部落归降（如弩失毕五部），阿史那贺鲁则向西逃走。苏定方部队克服大雪等恶劣天气，追击数百里，并在双河（今新疆博乐市西部博爾塔拉河）与南路阿史那弥射和阿史那步真大军会合后，在金牙山（今乌兹别克斯坦塔什干）大败沙钵罗可汗，又斩俘数万人。之后，苏定方恢复原西突厥领地内的生产，将沙钵罗可汗掳掠的牲畜、财物归还百姓，并命副将萧嗣业率兵继续追击。沙钵罗逃至石国，被石国捕获交给唐。自此，西突厥汗国亡，唐朝廷在当地设置了昆陵、濛池两个都护府，以阿史那弥射为左卫大将军、昆陵都护、兴昔亡可汗，统辖咄陆五部；以阿史那步真为濛池都护、继往绝可汗兼右卫大将军，统辖弩失毕五部，大唐行政区划扩大至中亚。 
《新唐书》是这样描述这次战争的：
　擢定方伊丽道行军大总管，复征贺鲁，以任雅相、回纥婆润为副。出金山北，先击处木昆部，破之，俟斤嬾独禄拥众万帐降，定方抚之，发其千骑并回纥万人，进至曳咥河。贺鲁率十姓兵十万拒战，轻定方兵少，舒左右翼包之。定方令步卒据高，攒槊外向，亲引劲骑阵北原。贼三突步阵，不能入，定方因其乱击之，鏖战三十里，斩首数万级，贼大奔。明日，振兵复进，五弩失毕举众降，贺鲁独与处木昆屈律啜数百骑西走。定方令副将萧嗣业、回纥婆润率杂虏兵趋邪罗斯川追北，定方与雅相领新附兵绝其后。会大雪，吏请少休，定方曰：“虏恃雪，方止舍，谓我不能进，若纵使远遁，则莫能擒。”遂勒兵进至双河，与弥射、步真合，距贺鲁所百里，下令阵而行，薄金牙山。方贺鲁将畋，定方纵击，破其牙下数万人，悉归所部。贺鲁走石国，弥射子元爽以兵与嗣业会，缚贺鲁以还。由是修亭障，列蹊隧，定强畛，问疾收胔，唐之州县极西海矣。高宗临轩，定方戎服奉贺鲁以献。策功拜左骁卫大将军、邢国公，别封子庆节为武邑县公。